# Ecopraxia
Ecopraxia es la repetición involuntaria de hacer o imitación de los movimientos observados de otra persona. Está estrechamente relacionada con la ecolalia, la repetición involuntaria del lenguaje de otra persona. 
A pesar de que es considerado como un tic, es una característica de comportamiento de algunas personas autistas, con Síndrome de Tourette, Síndrome de Ganser, esquizofrenia (especialmente la catatonia), algunas formas de depresión clínica y algunos trastornos neurológicos.

## Etimología
La etimología del término es del griego antiguo: "ἠχώ (Ekho) de ἠχή (ēkhē "sonido")" y "πρᾶξις ("praksis", acción, actividad, la práctica")". 